# Европско првенство у атлетици на отвореном 1934 — 110 метара препоне за мушкарце
Трка на 110 метара са препонама у мушкој конкуренцији на 1. Европском првенству у атлетици 1934. у Торинуу одржана је 7. и 8. септембра на Стадиону Бенито Мусолини.

## Земље учеснице
Учествовало је 17 такмичара из 13 земаља.
1. Аустрија (2)
2. Грчка (1)
3. Италија  (2)
4. Југославија (1)
5. Литванија (1)
6. Мађарска (1)
7. Немачка(2)
8. Норвешка (1)
9. Финска (1)
10. Француска (2)
11. Холандија  (1)
12. Чехословачка (1)
13. Шведска (1)

## Освајачи медаља
|                      |                      |                            |
| Јожеф Ковач Мађарска | Ервин Вегнер Немачка | Холгер Албрехтсен Норвешка |

## Резултати

### Квалификације
Квалификације су одржане 7. септембра. За полуфинале су се пласирала по тројица првопласираних из четири квалификационе групе. (КВ)
| Место | Група | Атлетичар         | Земља        | Резултат | Бел.    |
| ----- | ----- | ----------------- | ------------ | -------- | ------- |
| 1.    | 2     | Ђани Калдана      | Италија      | 15,1     | КВ, РЕП |
| 1.    | 3     | Христос Мантикас  | Грчка        | 15.1     | КВ, РЕП |
| 1.    | 3     | Корадо Вале       | Италија      | 15,1     | КВ, РЕП |
| 1.    | 3     | Вилем Кан         | Холандија    | 15,1     | КВ, РЕП |
| 5.    | 1     | Јожеф Ковач       | Мађарска     | 15,2     | КВ      |
| 5.    | 2     | Ернст Лајтнер     | Аустрија     | 15,2     | КВ      |
| 7.    | 2     | Стен Петерсон     | Шведска      | 15,3     | КВ      |
| 8.    | 1     | Ервин Вегнер      | Немачка      | 15.4     | КВ      |
| 8.    | 3     | Вили Велшер       | Немачка      | 15,4     |         |
| 8.    | 3     | Лудвик Команек    | Чехословачка | 15,4     |         |
| 11.   | 2     | Иво Буратовић     | Југославија  | 15,6     | КВ      |
| 12.   | 2     | Пјер Бернар       | Француска    | 15,7     |         |
| 13.   | 1     | Пол Матио         | Француска    | 15,8     |         |
| 14.   | 4     | Холгер Албрехтсен | Норвешка     | 15,8     | КВ      |
| 15.   | 4     | Владас Комарас    | Литванија    | 16,6     | КВ      |
| 16.   | 4     | Јохан Лангмајер   | Аустрија     | 27,3     | КВ      |
| —     | 4     | Бенгт Сјестедт    | Финска       | НЗ       |         |

### Полуфинале
Полуфинале је одржано 7. септембра. У финале су се пласирала по тројица првопласираних из обе полуфиналне групе. (КВ)
| Место | Група | Атлетичар         | Земља       | Резултат | Бел.    |
| ----- | ----- | ----------------- | ----------- | -------- | ------- |
| 1.    | 1     | Јожеф Ковач       | Мађарска    | 14,8     | КВ, РЕП |
| 2.    | 1     | Вилем Кан         | Холандија   | 14,9     | КВ, НР  |
| 2.    | 2     | Ервин Вегнер      | Немачка     | 14,9     | КВ      |
| 4.    | 1     | Ернст Лајтнер     | Аустрија    | 15,0     | КВ      |
| 4.    | 2     | Корадо Вале       | Италија     | 15,0     | КВ      |
| 6.    | 1     | Стен Петерсон     | Шведска     | 15,1     |         |
| 6.    | 2     | Холгер Албрехтсен | Норвешка    | 15,1     | КВ      |
| 6.    | 2     | Иво Буратовић     | Југославија | 15,1     |         |
| 6.    | 2     | Христос Мантикас  | Грчка       | 15,1     |         |
| 10.   | 1     | Владас Комарас    | Литванија   | РН       |         |
| 11.   | 2     | Јохан Лангмајер   | Аустрија    | 30,0     |         |
| —     | 1     | Ђани Калдана      | Италија     | НЗ       |         |

### Финале
8. септембар
| Место | Атлетичар         | Земља     | Резултат | Бел.    |
| ----- | ----------------- | --------- | -------- | ------- |
|       | Јожеф Ковач       | Мађарска  | 14,8     | РЕП, НР |
|       | Ервин Вегнер      | Немачка   | 14,9     |         |
|       | Холгер Албрехтсен | Норвешка  | 15,0     |         |
| 4     | Вилем Кан         | Холандија | 15,0     |         |
| 5     | Корадо Вале       | Италија   | 15,1     |         |
| —     | Ернст Лајтнер     | Аустрија  | ДИСК     |         |